# 千寶根
千寶根（韓語：천보근，2002年8月23日—），韓國男演员。2008年通过廣告KTF Show總統篇出道。

## 演出作品

### 電視劇
- 2010年：SBS《摘星星給我》飾演 陳波浪
- 2010年：MBC《Gloria》飾演 夏語鎮
- 2011年：MBC《你真漂亮》飾演 張秀浩
- 2012年：KBS《大王之夢》飾演 萬華
- 2012年：SBS《大風水》飾演 童僧
- 2013年：MBC《女王的教室》飾演 吳東邱
- 2014年：MBC《Drama Festival－4teen》飾演 申英勳

### 電影
- 2009年：《海雲臺》飾演 勝賢
- 2010年：《無法挽回》
- 2010年：《開心鬼上身》飾演 吃貨小鬼
- 2011年：《碧淚釧》
- 2011年：《對不起，謝謝》
- 2012年：《舞后》飾演 童年晸玟
- 2012年：《隨風而逝》飾演 丁君
- 2012年：《間諜》飾演 金科長的兒子
- 2014年：《逆鱗》飾演 少年乙守

### MV
- 2013年：SHINee[Green Rain]

## 獲獎
- 2013年：APAN Star Awards－童星獎（女王的教室）

## 外部連結
- NAVER（页面存档备份，存于）